# Pueblo asirio

Bandera étnica utilizada por la mayoría de los asirios.

Los asirios (en asirio: ܐܬܘܪܝܐ; Aturaye/Othuroye) son un grupo étnico nativo de Mesopotamia, una región ubicada entre los ríos Tigris y Éufrates, conocida también como Creciente Fértil o Bet Nahrain. Su idioma natal es el arameo en sus variantes modernas, agrupadas principalmente en Suret (orientales) y Turoyo (occidentales). En la antigüedad, el arameo fue ampliamente hablado en la región, incluyendo a figuras como Jesús de Nazaret. Al haber sido uno de los primeros pueblos en adoptarlo, los asirios son casi exclusivamente cristianos, adhiriéndose esencialmente a cinco iglesias: católica siríaca, ortodoxa siríaca, asiria de oriente, católica caldea, y antigua iglesia de oriente. Hoy en día, la población asiria se encuentra dispersa por varios países, habiéndose convertido en una minoría étnica debido, sobre todo, a la islamización de Oriente Medio y a su identidad cristiana. Sus últimas poblaciones se concentran en Irak, al noreste de Siria, el noroeste de Irán y al sureste de Anatolia, en la actual Turquía.
A lo largo de los siglos XIX y XX, muchos asirios emigraron hacia la región del Cáucaso, América del Norte, Australia y Europa, huyendo de eventos como el genocidio asirio (Sayfo) o la masacre de Simele. Tragedias posteriores, como la revolución islámica en Irán, la Campaña de al-Anfal de Saddam Hussein, la Guerra de Irak, la guerra civil siria, y la ocupación por parte del Estado Islámico de gran parte de la región del Nínive (la más importante para los asirios de Irak), provocaron otro éxodo masivo. De más de un millón de iraquíes que escaparon del conflicto, el 40% eran asirios, a pesar de que los asirios constituían solamente el 3% de la población de Irak antes del conflicto de 2003.
Más recientemente, la guerra contra el Dáesh y sus consecuencias han dado lugar a profundos cambios demográficos en su bastión histórico y natural en las Llanuras del Nínive, especialmente en poblaciones como Bartella, donde la comunidad asiria local, de religión cristiana, está siendo reemplazada por chabaquíes apoyados por milicias proiraníes. Del millón y medio en que se estimaba la población de asirios iraquíes en la época de Sadam Hussein, han pasado a ser poco más de 250 000, según las cifras facilitadas por la Iglesia Católica.

## Asirios de la Antigüedad
Asiria es la patria del pueblo asirio; Se encuentra en el antiguo Cercano Oriente. La historia de Asiria comienza con la formación de la ciudad de Aššur, tal vez ya en el siglo XXV a. C.

## Cristianización
Desde el siglo I a. C., Asiria fue el teatro de las prolongadas guerras romanas-persas. Gran parte de la región se convertiría en la provincia romana de Asiria del 116 al 118 d. C. tras las conquistas de Trajano, pero después de una rebelión asiria de inspiración parta, el nuevo emperador Adriano se retiró de la efímera provincia romana de Asiria y sus provincias vecinas en 118.  Desde finales del siglo II, el Senado romano incluyó a varios asirios notables, incluidos Tiberio Claudio Pompeyo y Avidio Casio. La influencia romana en el área llegó a su fin bajo Joviano en el 363, quien abandonó la región después de concluir un apresurado acuerdo de paz con los sasánidas.
Junto con los arameos, armenios, griegos y nabateos, los asirios fueron de los primeros en convertirse al cristianismo y difundir el cristianismo en Persia, India y el Lejano Oriente. Los asirios se cristianizaron en los siglos primero a tercero en la Siria romana y la Asiria romana. La población de la provincia sasánida de Asuristán era mixta, compuesta de asirios, arameos en el extremo sur y los desiertos occidentales, y persas. El elemento griego en las ciudades, aún fuerte durante el Imperio Parto, dejó de ser étnicamente distinto en la época sasánida. La mayoría de la población eran hablantes del arameo oriental.
En 410, el Concilio de Seleucia-Ctesifonte, reunido en la capital del Imperio sasánida, se organizó a los cristianos dentro de ese imperio en lo que se conoció como la Iglesia del Oriente. Un concilio celebrado en 424 declaró que los católicos de oriente eran independientes de las autoridades eclesiásticas "occidentales" (romanas). Poco después, los cristianos del Imperio romano se dividieron por su actitud con respecto al Concilio de Éfeso (431), que condenó el nestorianismo, y el Concilio de Calcedonia (451). Aquellos que por alguna razón se negaron a aceptar uno u otro de estos concilios se llamaron respectivamente nestorianos o monofisitas, mientras que aquellos que aceptaron a los dos concilios se llamaron melquitas. Los asirios se alinearon mayoritariamente con los nestorianos y hablaban el dialecto oriental del arameo.

## Dominios árabe, mongol y turco
Después del siglo VII, tras la conquista árabe los asirios experimentaron períodos de libertad religiosa y cultural intercalados con períodos de persecución religiosa y étnica. Los cristianos estaban sujetos al pago de un impuesto especial (jizya) y no podían desempeñar determinados cargos, pero varios se desempeñaron como traductores, médicos y filósofos. Como el proselitismo cristiano era prohibido, las iglesias asirias organizaron misiones en Transoxiana, Asia Central, India, Mongolia y China, donde establecieron iglesias.
Después de caer bajo el control del Imperio selyúcida y la dinastía búyida, la región finalmente quedó bajo el control del Imperio mongol después de la caída de Bagdad en 1258. Los khanes mongoles inicialmente no persiguieron a los cristianos. Los asirios continuaron poblando la Alta Mesopotamia hasta el siglo XIV e incluso la ciudad de Aššur fue ocupada por los asirios durante el período islámico hasta mediados del siglo XIV, cuando el gobernante musulmán turco-mongol Timur llevó a cabo una masacre. Desde entonces, la población asiria se redujo drásticamente en su tierra natal. La región fue controlada más tarde por las confederaciones turcas de Ak Koyunlu y Kara Koyunlu con sede en Irán. Posteriormente, todos los asirios, como el resto de las etnias que viven en los antiguos territorios de Ak Koyunlu, cayeron en manos del Imperio safávida, desde 1501 en adelante. 
Un cisma religioso entre los asirios tuvo lugar a mediados y finales del siglo XVI. La disidencia sobre la sucesión hereditaria dentro de la Iglesia del Este creció hasta 1552, cuando un grupo de obispos, de las regiones del norte de Amid y Salmas, eligió al sacerdote, Mar Yohannan Sulaqa, como patriarca rival. Para buscar un obispo de rango metropolitano para consagrarlo patriarca, Sulaqa viajó al papa en Roma y entró en comunión con la Iglesia Católica. En 1553 fue consagrado obispo por el Papa Julio III y elevado al rango de patriarca caldeo de Mosul en el este de Siria,
El Imperio otomano aseguró su control sobre Mesopotamia y Siria en la primera mitad del siglo XVII después de la guerra otomano-safávida (1623-1639) y el resultante Tratado de Zuhab. Los no musulmanes fueron organizados en diferentes millet.

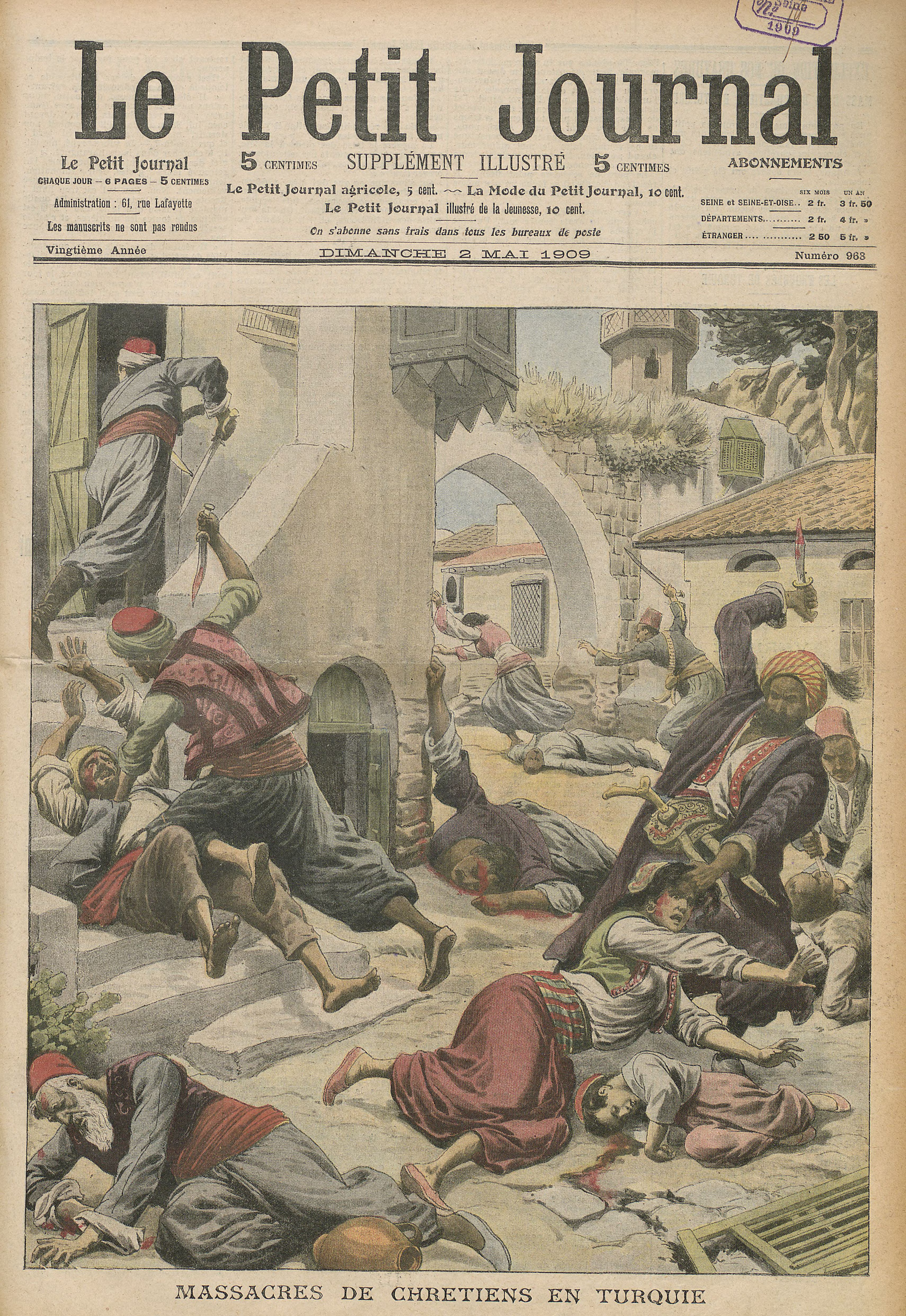
Una masacre de armenios y asirios en la ciudad de Adana, Imperio Otomano, abril de 1909.

Desde el siglo XIX, después del surgimiento del nacionalismo en los Balcanes, los otomanos comenzaron a ver a los asirios y otros cristianos en su frente oriental como una amenaza potencial. Los emires kurdos buscaron consolidar su poder atacando a las comunidades asirias que ya estaban bien establecidas allí. Los estudiosos estiman que decenas de miles de asirios en la región de Hakkari fueron masacrados en 1843 cuando Bedr Khan Beg, el emir kurdo de Bohtan, invadió su región. Después de una masacre posterior en 1846, las potencias occidentales obligaron a los otomanos a intervenir en la región, y el conflicto resultante destruyó los emiratos kurdos y reafirmó el poder otomano en el área. Los asirios fueron sometidos a las masacres de Diyarbakır poco después.
Otra gran masacre de asirios (y armenios) en el Imperio Otomano ocurrió entre 1894 y 1897 por las tropas turcas y sus aliados kurdos durante el gobierno del sultán Abdul Hamid II. Los motivos de estas masacres fueron un intento de reafirmar el panislamismo en el Imperio Otomano, el resentimiento por la riqueza comparativa de las antiguas comunidades cristianas indígenas y el temor de que intentaran separarse del tambaleante Imperio Otomano. Los asirios fueron masacrados en Diyarbakir, Hasankeyef, Sivas y otras partes de Anatolia, por el sultán Abdul Hamid II. Estos ataques causaron la muerte de más de miles de asirios y la "otomanización" forzada de los habitantes de 245 aldeas. Las tropas turcas saquearon los restos de los asentamientos asirios, que luego fueron robados y ocupados por los kurdos. Mujeres y niños asirios desarmados fueron violados, torturados y asesinados.

## Asirios actuales

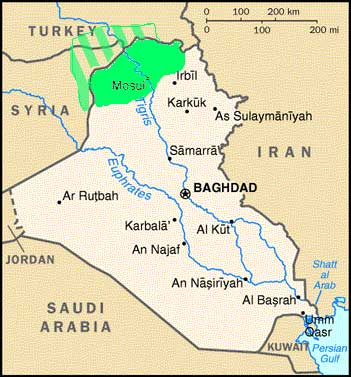
En verde la región comúnmente habitada por los asirios.

En ciertas zonas del territorio asirio, la identificación con la comunidad depende actualmente del pueblo o región de origen de la persona. Para los asirios, según la provincia o región, cada individuo pertenece a una tribu, históricamente liderada por un jefe (malik) que, a su vez, se divide en clanes (ojakheh) y, posteriormente, en familias individuales. Algunas tribus importantes incluyen a los Tyari, Nochiya, Jilu, Tkhuma, entre muchas otras.
En la diáspora, la autoidentificación depende grandemente de la denominación cristiana. Las persecuciones y genocidios contra el pueblo asirio, especialmente la Masacre de Simele, han llevado a algunos sectores del grupo a buscar alejarse del nombre, lo que causó discrepancias políticas a mediados del siglo XX e ideas contradictorias sobre el origen y la historia del mismo. Por ejemplo, muchos asirios originarios de Siria y la región de Tur Abdin hacen parte de la iglesia ortodoxa siríaca y católica siríaca, pero se identifican parcialmente como 'arameos' (ܐܪܡܝܐ; aramaye/oromoye). También están los asirios que siguen a la iglesia católica caldea, que tienen un caso similar en la diáspora al identificarse como 'caldeos' (ܟܠܕܝܐ; kaldaye/kaldoye).
La mayoría de los asirios actuales hablan una forma moderna de siríaco, una forma de arameo que incluye como dialectos tanto el caldeo y el suroyo como el asirio. Todos ellos son clasificados como lenguas neoarameas y se escriben en alfabeto siríaco, derivado del antiguo alfabeto arameo. Los asirios también pueden hablar una o más lenguas del país donde residan.

### Primera Guerra Mundial
Durante la Primera Guerra Mundial y sus años inmediatamente posteriores, los asirios sufrieron el Seyfo (genocidio asirio), cuando padecieron una política de exterminio llevada a cabo principalmente por el Imperio otomano y luego (en la década de 1920) por Turquía, en alianza con algunas tribus kurdas. Las deportaciones y asesinatos masivos organizados por los otomanos y kurdos llevaron a grandes pérdidas de la población; en esa época, la ciudad monástica en la cual residían los Shimoun o patriarcas cristianos asirios, Qodshanes (cerca de Ẏulamerk -hoy Hakkâri-), fue arrasada, y gran parte de la población asiria que sobrevivió al genocidio debió emigrar desde el valle del Gran Zab a otras regiones del mundo (por ejemplo, a la vecina zona de Urmia o al Cáucaso, Europa Occidental, o Estados Unidos).

Como resultado de esta persecución, principalmente en el siglo XX, hay una significativa diáspora asiria. Acontecimientos como la revolución islámica en Irán o la masacre de Simele han sido consideradas como genocidio contra los asirios. El último evento ha sido la guerra de Irak. Del millón o más de iraquíes que se habían exiliado, según las Naciones Unidas, un cuarenta por ciento son asirios, a pesar de que los asirios representaban el cinco por ciento de la población en Irak (antes de la Guerra de Irak de inicios del siglo XXI, la mayoría de la población asiria vivía en Mosul o inmediatamente al norte de esa ciudad. La mayor parte de los que habitaban en Mosul eran católicos caldeos, es decir asirios que se habían unido a la Iglesia católica hacía no más de dos siglos y que mantenían gran parte de su liturgia ancestral (por ejemplo, el uso del siriaco del norte o arameo-caldeo como lengua eclesiástica).

### Genocidio asirio
La persecución reciente más significativa contra la población asiria fue el genocidio asirio a principios de la Primera Guerra Mundial. Se estima que entre 275,000 y 300,000 asirios fueron masacrados por los ejércitos del Imperio otomano y sus aliados los kurdos, pereciendo un total de dos tercios de toda la población para la época. Esto llevó a un reasentamiento a gran escala del pueblo asirio en países como Siria, Irán e Irak (donde sufrieron ataques más violentos a manos de los árabes), así como de otros países vecinos y en todo el Medio Oriente, tales como Armenia, Georgia y Rusia.
Actualmente sufren una feroz persecución por los terroristas del Estado Islámico y están siendo exterminadas comunidades enteras en Irak y Siria, ante la inacción de los gobiernos occidentales, nominalmente "de tradición cristiana". Noticias de secuestros y asesinatos de esta y otras minorías son comunes en los últimos años, aunque la persecución de los asirios precede al Estado Islámico.

### Masacre de Simele
La masacre de Simele fue la primera de las muchas matanzas cometidas por el Gobierno de Irak mediante ataques sistemáticos.

### Persecución por el partido Baath
El Partido Baath tomó el poder en Irak en 1963, y esto llevó a una nueva ola de persecuciones y la discriminación contra los asirios. Las políticas nacionalistas árabes de los baasistas renovados incluyeron varios intentos de "arabizar" a los asirios. Las versiones de los nombres de la Biblia en los idiomas asirios, acadio y arameo fueron prohibidas, las escuelas asirias y la literatura fueron reprimidas y los asirios fueron presionados en gran medida en la identificación de los cristianos árabes. El régimen baasista se negó a reconocer a los asirios como grupo étnico.
La campaña de Al-Anfal de la guerra Irán-Irak entre 1986 y 1989 dio lugar a que muchas ciudades y pueblos asirios fueran  arrasados. Numerosos asirios fueron asesinados, otros fueron deportados a las grandes ciudades, luego de que los árabes se apropiaran de sus tierras y hogares.

### Creencias religiosas
Los asirios se encuentran entre los primeros pueblos en abrazar el cristianismo, en el siglo I d. C.. Los asirios han tenido pocas variaciones en la fe, que recuerda algunas de sus tradiciones más temporales. Los cristianos asirios están divididos en diferentes denominaciones, entre ellas las siguientes: la Iglesia Apostólica Asiria y la Iglesia asiria del Oriente, la Iglesia ortodoxa de Antioquía, la Iglesia católica caldea (establecida en 1553, pero efectivamente sólo en 1830) y desde fines de siglo XIX los protestantes.

### Medio ambiente
Las principales cuestiones ambientales de los iraquíes consisten en el insuficiente suministro de agua potable, la contaminación del agua y del aire, la degradación del suelo, la erosión y la desertificación. Por otra parte, las construcciones de presas (especialmente la presa Makhul) a lo largo de los ríos Tigris y Éufrates, como consecuencia de disputas por el agua con Turquía, tienen un impacto negativo sobre los asentamientos asirios, sobre todo en las ciudades arqueológicas como Aššur. Como se advirtió por las Naciones Unidas para el Medio Ambiente en 2002 [cita requerida], el proyecto previsto pretende construir más presas que la capacidad real de los ríos, creando graves problemas ambientales y con consecuencias perjudiciales para la población cercana.

## Identidad y subdivisiones
Los cristianos siríacos del Medio Oriente y la diáspora usan varios términos para identificarse, basados en creencias contradictorias sobre el origen e identidad de sus propias comunidades. Durante el siglo XIX, el viajero británico Austen Henry Layard creía que las comunidades cristianas nativas de Mesopotamia descendían de los antiguos asirios, un punto de vista compartido por William Ainger Wigram. Pero al mismo tiempo, individuos como Horatio Southgate y George Thomas Bettany decían que estos mismos cristianos descendían de los arameos.
En el presente, los asirios y otras minorías de la región, sienten cada vez más presión para identificarse como 'árabes', 'kurdos', o 'turcos'. Además, los medios de comunicación rara vez mencionan cualquier identidad étnica de los cristianos de la región, y simplemente les llaman 'cristianos' o, en su defecto, 'cristianos de Irak', 'cristianos de Irán', 'cristianos de Siria', o 'cristianos de Turquía', etiquetas rechazadas por los asirios.

### Autoidentificación

Bandera usada por los asirios.

Bandera usada por los caldeos.

Bandera usada por los arameos.

Hay varios términos con los cuales los asirios se identifican dependiendo de su denominación cristiana y comunidades en la diáspora, debido a los factores mencionados:
- Asirio: tomado de su etnia como descendientes del antiguo pueblo asirio, promovida por los seguidores de todas las iglesias del rito siríaco oriental y occidental (véase: cristianismo siríaco) basadas en Oriente Medio.[21]
- Caldeo: El término "caldeo" se utilizó durante siglos por occidentales para referirse al idioma arameo y se aplicó principalmente a los cristianos siríacos orientales hasta el siglo XIX.[22][23][24] En 1445, el Concilio de Florencia lo adoptó para referirse a los hablantes de arameo que se unieron a la Iglesia Católica,[25] rechazando su uso previo para designar a los "nestorianos".[26][27] Durante siglos, cuando no había cristianos de habla aramea y origen mesopotámico en comunión con la iglesia católica, los caldeos eran explícitamente señalados por su supuesta "religión nestoriana". Jacobo de Vitry escribió sobre ellos en 1220 que "negaban que la Virgen María fuera la madre de Dios y consideraban que Cristo existía en dos personas. Consagraban el pan con levadura y usaban el idioma 'caldeo' (Siríaco)".[21] En 1840, Horatio Southgate escribió que los caldeos consideraban ser descendientes de los antiguos asirios, al igual que los jacobitas (nombre en desuso para los adherentes a la iglesia ortodoxa siríaca).[28]
- Arameo: también "Siríaco-Arameo", nombre inspirado en los antiguos arameos y promovido principalmente por algunos seguidores de iglesias siríacas occidentales.[29] Los asirios que se identifican como 'arameos' lograron el reconocimiento del gobierno israelí (véase: Arameos de Israel).[30][31] Cabe anotar que, en la antigüedad, los arameos eran su propio grupo étnico, habitando lo que hoy es el Levante. Su idioma se convirtió en el idioma del pueblo asirio en reemplazo del acadio, pero este grupo fue asimilado por los asirios y otros.[32][33]